# Jiang’an (Yibin)

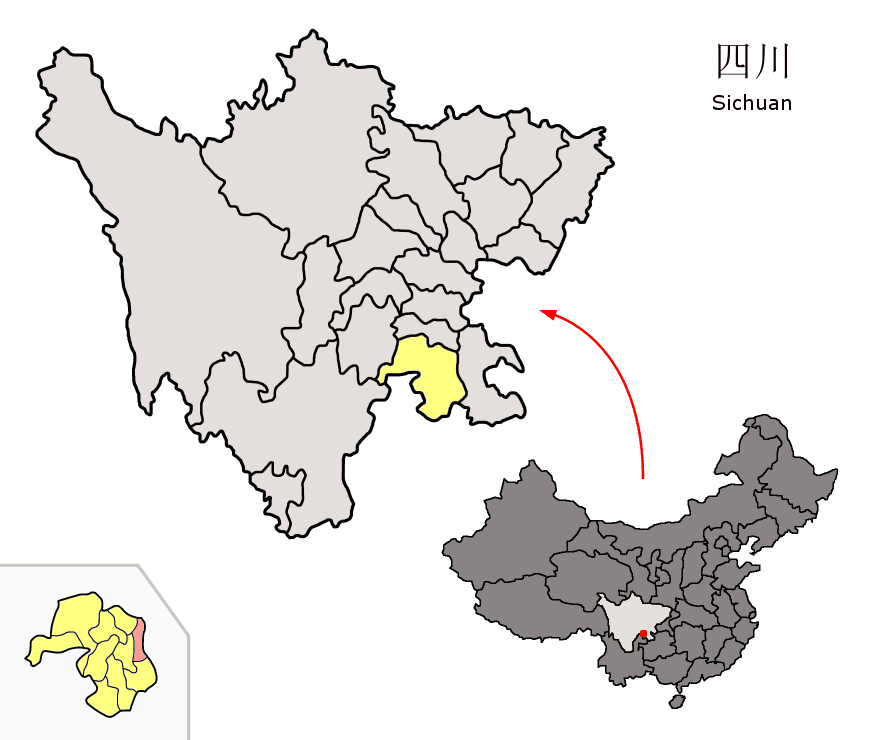
Lage des Kreises Jiang’an (rosa) in der bezirksfreien Stadt Yibin (gelb).

Jiang’an (chinesisch 江安县, Pinyin Jiāng’ān Xiàn) ist ein Kreis der bezirksfreien Stadt Yibin im Südosten der südwestchinesischen Provinz Sichuan. Er hat eine Fläche von 946,9 km² und zählt 424.470 Einwohner (Stand: Zensus 2020). Sein Hauptort ist die Großgemeinde Jiang’an (江安镇).
Die traditionellen Gebäude von Xijiashan (Xijiashan minju 夕佳山民居) stehen seit 1996 auf der Liste der Denkmäler der Volksrepublik China (4-184).